# Уравнение Кортевега — де Фриза
Уравне́ние Кортеве́га — де Фри́за (уравнение КдФ; также встречается написание де Вриза, де Вриса, де Фриса, Де Фриса; англ. Korteweg–de Vries equation) — нелинейное уравнение в частных производных третьего порядка, играющее важную роль в теории нелинейных волн, в основном гидродинамического происхождения. Впервые было получено Жозефом Буссинеском в 1877 году, но подробный анализ был проведён уже Дидериком Кортевегом и Густавом де Врисом в 1895 году.
Уравнение имеет вид:
{\displaystyle {\frac {\partial u}{\partial t}}+6u{\frac {\partial u}{\partial x}}+{\frac {\partial ^{3}u}{\partial x^{3}}}=0}.

## Решения
Для уравнения Кортевега — де Фриза найдено большое количество точных решений, представляющих собой стационарные нелинейные волны. В том числе данное уравнение имеет решения солитонного типа следующего вида:
{\displaystyle u\left(x,t\right)={\frac {2\kappa ^{2}}{\cosh ^{2}\left[\kappa \left(x-4\kappa ^{2}t-x_{0}\right)\right]}}},
где {\displaystyle \kappa } — свободный параметр, определяющий высоту и ширину солитона, а также его скорость; {\displaystyle x_{0}} — также произвольная константа, зависящая от выбора начала отсчёта оси x. Особое значение солитонам придаёт тот факт, что любое начальное возмущение, экспоненциально спадающее на бесконечности, с течением времени эволюционирует в конечный набор солитонов, разнесённых в пространстве. Точный поиск этих решений может быть проведён регулярным образом при помощи метода обратной задачи рассеяния.
Периодические решения уравнения Кортевега — де Фриза имеют вид кноидальных волн, описываемых эллиптическими интегралами:
{\displaystyle x-ct-x_{0}=\int \left(2E+cu^{2}-2u^{3}\right)^{-{\frac {1}{2}}}du}
где c, E — параметры волны, определяющие её амплитуду и период.
Также уравнение Кортевега — де Фриза допускает автомодельные решения, которые в общем случае могут быть получены при помощи преобразований Беклунда и выражаются через решения уравнения Пенлеве.

## Интегралы движения и представление Лакса
Уравнение Кортевега — де Фриза имеет важное значение для теории интегрируемых систем как один из простейших примеров точно решаемого нелинейного дифференциального уравнения. Интегрируемость обеспечивается наличием у уравнения бесконечного количества интегралов движения, имеющих вид
{\displaystyle I_{n}=\int _{-\infty }^{+\infty }P_{2n-1}(u,\,\partial _{x}u,\,\partial _{x}^{2}u,\,\ldots )\,{\text{d}}x\,}
где {\displaystyle P_{n}} — полиномы n-ой степени от неизвестной функции и её пространственных производных, заданные рекурсивно следующим образом:
{\displaystyle {\begin{aligned}P_{1}&=u,\\P_{n}&=-{\frac {dP_{n-1}}{dx}}+\sum _{i=1}^{n-2}\,P_{i}\,P_{n-1-i},\quad n\geq 2.\end{aligned}}}
Их можно получить, воспользовавшись представлением Лакса
{\displaystyle {\frac {dL}{dt}}=[P,L]}
посредством пары операторов
{\displaystyle {\begin{aligned}L&=-\partial _{x}^{2}+u,\\P&=-4\partial _{x}^{3}+6u\partial _{x}+3u_{x}.\end{aligned}}}
Более того, можно показать, что уравнение Кортевега — де Фриза имеет бигамильтонову структуру.
Несколько первых интегралов движения:
- масса {\displaystyle \int u\,{\text{d}}x,}
- импульс {\displaystyle \int u^{2}\,{\text{d}}x,}
- энергия {\displaystyle \int \left[2u^{3}-\left(\partial _{x}u\right)^{2}\right]\,{\text{d}}x.}

## Обобщения
При наличии диссипации уравнение Кортевега — де Фриза переходит в уравнение Бюргерса — Кортевега — де Фриза, имеющее вид
{\displaystyle {\frac {\partial u}{\partial t}}+6u{\frac {\partial u}{\partial x}}+{\frac {\partial ^{3}u}{\partial x^{3}}}=\nu {\frac {\partial ^{2}u}{\partial x^{2}}}}
где параметр {\displaystyle \nu } характеризует величину диссипации.
В двумерной геометрии обобщением уравнения Кортевега — де Фриза является так называемое уравнение Кадомцева — Петвиашвили, имеющее вид:
{\displaystyle {\frac {\partial }{\partial x}}\left({\frac {\partial u}{\partial t}}+6u{\frac {\partial u}{\partial x}}+{\frac {\partial ^{3}u}{\partial x^{3}}}\right)=\pm {\frac {\partial ^{2}u}{\partial y^{2}}}}